# Vasilis Karras

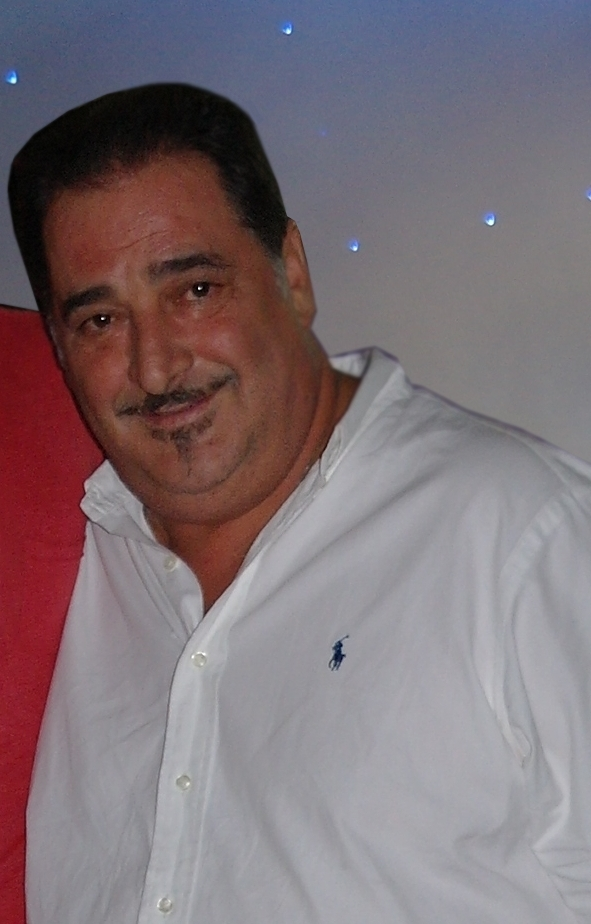
Vasilis Karras (2012)

Vasilis Karras (Βασίλης Καρράς; * 12. November 1953 als Βασίλης Κεσογλίδης in Kokkinochori, Kavala, Griechenland; † 24. Dezember 2023 in Thessaloniki, Griechenland) war ein griechischer Volkssänger. In seinen Liedern geht es vor allem um gescheiterte Beziehungen, Enttäuschungen und Liebeskummer.

## Leben und Karriere
Sein Markenzeichen unter den griechischen Sängern war seine raue markante Stimme und sein teilweise melancholischer Gesangsstil, der bei seinen Hörern auf große Sympathie stößt und ihn zu einem der populärsten und beliebtesten griechischen Sängern machte.
Karras lebte zunächst in Kokkinochori, bevor er im Alter von 10 Jahren mit seiner Familie nach Thessaloniki zog. Er starb am 24. Dezember 2023 im Alter von 70 Jahren in Thessaloniki.

## Diskografie

### Alben
| - 1980: Alismotes ores - 1982: Ti les kale - 1984: Giati na horisoume - 1985: Mi hathis - 1986: Apoklistika gia sena - 1987: Apo ti Thessaloniki me agapi - 1988: Mia bradia sti Thessaloniki - 1989: Afti h nyxta - 1990: Eisai pantou - 1991: Lege oti thes - 1991: Asteria tou Borra - 1992: Den pao pouthena - 1992: Tragoudia ap'to sirtari - 1993: Nichta xelogiastra - 1993: Pos tolmas - 1993: O ilios tou himona me melagholi - 1994: Sti Saloniki mia fora - 1994: Hreose to se mena - 1995: Mia bradia sta nea dilina - 1995: Ftes esi - 1996: Tilefonise mou - 1996: Erxome - 1997: M'echis kani aliti | - 1997: S'ena bradi oti zisoume - 1997: Brechi sti Thessaloniki - 1999: Aftopepithisi - 1999: Epistrefo - 2000: I megaliteres epitichies - 2000: Mabri lista - 2001: Girise - 2002: Ta dika mou tragoudia - 2002: Logia tis nichtas - 2003: Pare to dromo ke ela - 2004: Telos - 2005: Ola ena psema - 2007: Oneira - 2009: Opos Palia - 2010: Ach, monaxia mou - 2013: Kirios Ma... Ke Alitis - 2014: Epilogi mou - 2015: Ap'to borra mexri to noto - 2016: Ta kalitera taksidia - 2017: Aliti me lene - 2020: Rotas an s'echo erotevti - 2021: Nichta genari |

### Live-Alben
- 2004: Basilis Karras DVD
- 2008: Ola mou ta xronia Live

### Kompilationen
- 1995: 10 xronia
- 1999: 20 xronia
- 2016: Me agapi Vasilis Karras - Best Of

### Singles (Auswahl)
| - 1989: Nixta Xelogiastra - 1991: Lege oti thes - 1992: Den pao pouthena - 1992: Allothi - 1993: Ke Pao Pao - 1993: As' Tin Na Leei (mit Pyx Lax) - 1996: To Dilitirio (mit Konstantina) - 1996: Aporo An Aisthanesai Typseis - 1997: Tha Mou Kleiseis To Spiti - 1998: Fenomeno - 2001: Girise - 2002: Den Milame Idia Glossa - 2005: Aharisti Ki Alitissa (mit Despina Vandi) - 2007: Kano Ena Tsigaro Kai Fevgo - 2007: A, Re Monaxia (mit Christos Dantis) - 2009: Opos Palia - 2009: Prigkipesa - 2010: Logia Filika (mit Alchimistes) - 2010: Mia Mytia O2 | - 2011: Psixologika - 2011: Moirase Ta - 2011: Sta Eipa Ola - 2012: Gia ton idio anthropo milame (mit Pantelis Pantelidis) - 2012: I Agapi Ine Thiella (mit Paola) - 2013: Agapo ta Lathos Atoma - 2013: Ti Na Mas Pis - 2013: Perastika Tis - 2013: Diskole Mou Haraktira - 2014: Epilogi Mou - 2014: Pes To Kathara (mit Eleni Foureira) - 2015: Ap'to borra mexri to noto - 2016: Ta kalitera taksidia - 2016: Sovara - 2020: Rotas an s'echo erotevti - 2021: Posi Monaxia (mit Stelios Rokkos & Melina Aslanidou) - 2022: Foitites (mit Giorgos Kakosaios) - 2023: Gia Parti Tis |